# Platythomisus
Platythomisus ist eine Gattung abgeflachter Krabbenspinnen (Familie Thomisidae) aus Afrika und Südasien.

## Beschreibung
Die Weibchen erreichen eine Körperlänge von etwa 20 mm, die Männchen werden bis zu vier mm lang. Der glatte, konvexe Cephalothorax ist recht groß, mit glatten, schlanken Beinen, die nicht besonders lang sind. Die Beine sind oft frei von Stacheln, mit gelegentlichen Ausnahmen an den ersten beiden Beinpaaren. Das Opisthosoma ist stämmig und oval.
Platythomisus octomaculatus hat eine gelb-orange Farbe mit vier runden, schwarzen Flecken auf dem Cephalothorax und sieben großen schwarzen Flecken auf dem Opisthosoma, wobei ein Fleck in der Nähe des Cephalothorax liegt und die anderen sechs in zwei Längsreihen folgen. Die Beine sind leuchtend gelb, die äußeren Hälften schwarz.

## Biologie
Platythomisus octomaculatus ist eine eher seltene Art. Eine der Pflanzen, auf denen sie gefunden wurde, ist der gelbe Hibiscus tiliaceus. In Gefangenschaft wurde beobachtet, dass sie sich von Bienen ernährt.

## Name
Der Gattungsname setzt sich zusammen aus dem altgriechischen platys „flach“ und dem Namen der Krabbenspinnengattung Thomisus.

## Spezies
- Platythomisus deserticola Lawrence, 1936 – Südliches Afrika
- Platythomisus heraldicus Karsch, 1878 – Ostafrika, Sansibar
- Platythomisus insignis Pocock, 1899 – Äquatorialguinea, Kongo
- Platythomisus jubbi Lawrence, 1968 – Südafrika
- Platythomisus jucundus Thorell, 1894 – Java
- Platythomisus nigriceps Pocock, 1899 – Äquatorial-Guinea, Elfenbeinküste
- Platythomisus octomaculatus (C. L. Koch, 1845) – Thailand, Malaysia, Singapur, Brunei, Indonesien
- Platythomisus pantherinus Pocock, 1898 – Malawi
- Platythomisus quadrimaculatus Hasselt, 1882 – Sumatra
- Platythomisus scytodimorphus (Karsch, 1886) – Ostafrika
- Platythomisus sexmaculatus Simon, 1897 – Somalia
- Platythomisus sibayius Lawrence, 1968 – Südafrika
- Platythomisus sudeepi Biswas, 1977 – Indien, Sri Lanka
- Platythomisus xiandao Lin & Li, 2019 – Indien, China

|  |  |
|  |  |